# Frontiers Media
Frontiers Media SAは、科学や技術、医学等の分野の研究成果を取り扱う、Nature Research社から出資を受ける査読付きオープンアクセス科学ジャーナルの学術出版社。Kamila MarkramとHenry Markramらの神経科学者のグループによって2007年に設立され、後に他の学問分野に拡大した。Frontiersはスイスのローザンヌに拠点を置き、ロンドン、マドリッド、シアトル、ブリュッセルにオフィスを構えている 。
Frontiersで公開されるすべての論文は、クリエイティブコモンズ表示ライセンス（CC BY）の下で公開されている。

## 歴史
最初に発行されたジャーナルはFrontiersin Neuroscienceで、2007年にベータ版として投稿できるようになった。2010年、Frontiersは医学と科学分野の11のジャーナルのシリーズを立ち上げ、 2012年2月にはFrontiers Research Networkが立ち上げられ。これは研究者向けのソーシャルネットワーキングプラットフォームであり、Frontiersジャーナルに掲載されたオープンアクセス記事を広め、関連する会議、ブログ、ニュース、ビデオレクチャー、求人情報を提供することを目的としている。
2013年2月、Nature Publishing Group（NPG）（現在のNature Research社）がFrontiers Mediaの運営権を取得。
2013年11月のNeuroscience Society for Neuroscienceの年次総会で、科学者のメンターシップのもと若者が科学論文のレビューに参加するWebベースの科学ジャーナルとして、NPGと共同でFrontiers for Young Mindsを立ち上げた  。2014年9月初旬、Frontiersは、 Association of Learned and Professional SocietyPublishersからALPSPGold Award for Innovation inPublishingを受賞した。
2015年10月、FrontiersはNPGと共同でLoopを立ち上げた。これは、出版社や学術機関のWebサイトに統合できるオープンな研究ネットワークであった。Loopには、研究者のプロファイル情報をリンクおよび同期するためのORCIDとのコラボレーションがまもなく含まれる。マドリッド工科大学は、Loopのプロファイルを機関Webサイトにリンクした最初の大学であった 。

### ジャーナルの一覧
Frontiersはオープンピアレビューを使用しており、採択後査読者の名前が公開される。2021年の時点で、45のジャーナルにインパクトファクターが付与されている。2016年2月には54のジャーナルが運営されていたが 、2021年には116にまで増加した。
- Frontiers in Agronomy
- Frontiers in Applied Mathematics and Statistics
- Frontiers in Artificial Intelligence
- Frontiers in Astronomy and Space Sciences
- Frontiers in Behavioral Neuroscience
- Frontiers in Big Data
- Frontiers in Bioengineering and Biotechnology
- Frontiers in Blockchain
- Frontiers in Built Environment
- Frontiers in Cardiovascular Medicine
- Frontiers in Cell and Developmental Biology
- Frontiers in Cellular Neuroscience
- Frontiers in Cellular and Infection Microbiology
- Frontiers in Chemical Engineering
- Frontiers in Chemistry
- Frontiers in Climate
- Frontiers in Communication
- Frontiers in Computational Neuroscience
- Frontiers in Computer Science
- Frontiers in Dental Medicine
- Frontiers in Digital Health
- Frontiers in Digital Humanities
- Frontiers in Earth Science
- Frontiers in Ecology and Evolution
- Frontiers in Education
- Frontiers in Endocrinology
- Frontiers in Energy Research
- Frontiers in Environmental Chemistry
- Frontiers in Environmental Science
- Frontiers in Evolutionary Neuroscience
- Frontiers in Forests and Global Change
- Frontiers in Future Transportation
- Frontiers in Genetics
- Frontiers in Genome Editing
- Frontiers in Global Women's Health
- Frontiers in Human Dynamics
- Frontiers in Human Neuroscience
- Frontiers in ICT
- Frontiers in Immunology
- Frontiers in Integrative Neuroscience
- Frontiers in Marine Science
- Frontiers in Materials
- Frontiers in Mechanical Engineering
- Frontiers in Medical Technology
- Frontiers in Medicine
- Frontiers in Microbiology
- Frontiers in Molecular Biosciences
- Frontiers in Molecular Neuroscience
- Frontiers in Nanotechnology
- Frontiers in Neural Circuits
- Frontiers in Neuroanatomy
- Frontiers in Neuroenergetics
- Frontiers in Neuroengineering
- Frontiers in Neuroinformatics
- Frontiers in Neurology
- Frontiers in Neurorobotics
- Frontiers in Neuroscience
- Frontiers in Nutrition
- Frontiers in Oncology
- Frontiers in Pediatrics
- Frontiers in Pharmacology
- Frontiers in Physics
- Frontiers in Physiology
- Frontiers in Plant Science
- Frontiers in Political Science
- Frontiers in Psychiatry
- Frontiers in Psychology
- Frontiers in Public Health
- Frontiers in Reproductive Health
- Frontiers in Research Metrics and Analytics
- Frontiers in Robotics and AI
- Frontiers in Sociology
- Frontiers in Sports and Active Living
- Frontiers in Surgery
- Frontiers in Sustainability
- Frontiers in Sustainable Cities
- Frontiers in Sustainable Food Systems
- Frontiers in Synaptic Neuroscience
- Frontiers in Systems Neuroscience
- Frontiers in Toxicology
- Frontiers in Veterinary Science
- Frontiers in Virtual Reality
- Frontiers in Water
- Frontiers for Young Minds

## 論争
2013年4月、Frontiers in Psychologyは、気候変動の否定論と「陰謀論者の考え」を結び付ける物議を醸す記事を撤回した。撤回自体も物議を醸し、少なくとも3人の編集者の辞任につなった。
2013年11月、SciELOはNatureと比較してFrontier Mediaのリジェクト率が低いことを報告したが、「ただしFrontier Mediaはオープンアクセス出版社の中ではトップ出版社の一つであり、(インチキな)論文までも通すことは有り得ないであろう」と述べた。
2014年9月下旬、 Frontiers in Public Healthは、 HIV否定論を支持する物議を醸す論文を発表した。 3日後、出版社は懸念の声明を発表し、記事のレビュープロセスの調査を発表した。論文はオピニオン論文に格下げされた後、最終的に撤回された。2014年11月頃、Nature Publishing GroupはFrontiers Mediaが独立して運営されること、ブランディングとしてNature Publishing Groupを用いないことを決定した 。
2015年5月、Frontiers in Cardiovascular Medicineの編集委員が「編集意思決定に干渉し、医学出版の基本原則に違反した」ことを訴えたところ、編集委員が除名される事態が発生した。
2015年10月、出版倫理委員会（COPE）は、「フロンティアでの編集プロセスについて活発な議論があり、一部の編集者は不快感を覚えている」と認める一方、「査読プロセスは出版社のサイトで明確に宣言されており、これらのプロセスについて編集者または著者のいずれをも欺こうとする企図は存在しないと信ずる」  と結論し、出版規範委員会（COPE）とオープンアクセス学術出版社協会（OASPA）の両方がFrontiersをメンバーとして存続させた。また、Frontiersはオープン引用イニシアチブの一員でもある。 
2016年11月、ワクチンと自閉症を結び付ける論文がFrontiersジャーナルから撤回された。 